# スペインかぜ
スペイン風邪（英語: 1918 flu pandemic, Spanish flu、スペイン語: La pandemia de gripe de 1918、gran pandemia de gripe、gripe española）は、一般的に1918年から1920年にかけ全世界的に大流行したH1N1亜型インフルエンザの通称。初期にスペインから感染拡大の情報がもたらされたため、この名で呼ばれている。アメリカ疾病予防管理センター（CDC）によるインフルエンザ・パン・デミック・ウィルシミック重度指数（PSI）においては最上位のカテゴリー5に分類される。
全世界で5億人が感染したとされ、 これは世界人口（18億-19億）のおよそ27%（CDCによれば3分の1）となり、 これには北極および太平洋諸国人口も含まれる。死亡者数は5,000万-1億人以上と推定されており、人類史上最も死者を出したパンデミックのひとつである。現状の歴史的・疫学的データでは、その地理的起源を特定できていない。また、なぜ終息したのかも、依然として研究対象である。パンデミックが始まった1918年は第一次世界大戦中であり、世界で情報が検閲されていた中でスペインは中立国であったため戦時の情報統制下になく、感染症による被害が自由に報道されていた。一説によると、この大流行により多くの死者が出たことで徴兵できる成人男性が減ったため、第一次世界大戦の終結が早まったといわれている。

## 表記
「スペインかぜ（風邪）」と表記されることが多いが、国立感染症研究所などでは「スペインインフルエンザ」と表記する。スパニッシュインフルエンザ（英語のSpanish Fluより）と表記されることもある。日本では（インフルエンザの総称である）「流行性感冒（りゅうこうせいかんぼう）」とも表記。
2015年以降、ヒトの新興感染症には地名や動物の名称を使用しないことがWHOにより推奨されており、アメリカのCDCでは「1918 pandemic」「1918-19 flu pandemic（H1N1）」「1918 flu」等と表記する。これは報道などで繰り返し使用されることで、差別や不利益の原因となることを避けるためである。

## 経緯

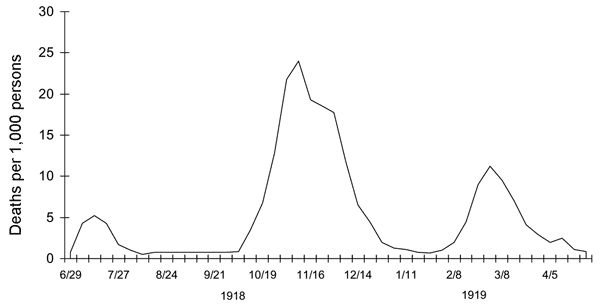
スペインかぜの感染拡大における3つの波。グラフはイギリスにおける1918年6月–1919年4月のインフルエンザおよび肺炎による人口1000人当たりの死者数

一般的にスペインかぜでは、1918年から1919年にかけ、第1波から第3波まで3回の大きな感染拡大が起きたとされている。

### 第1波 (1918年3月–)
1918年3月4日、アメリカ合衆国カンザス州のアメリカ陸軍ファンストン基地で、アルバート・ギッチェル (Albert Gitchell) という名の兵士が発熱、頭痛、喉の痛みを報告し、これが記録された最初のスペインかぜ流行の症例とされている（それ以前にも感染例があった可能性が高い。既に1月には同じカンザス州の320 km離れたハスケル郡で観察され、地元の医師ローリング・マイナーは米国公衆衛生局の学術雑誌『パブリック・ヘルス・リポート』の編集者に警告したとされる。）。ファンストン基地の場合、近くの川や湖に渡り鳥として来ているカナダガンから基地で飼っている豚に感染し、そこから人間に感染したと言われている。同日にはギッチェルの同僚である他の100人以上の兵士も同様の病状を訴え、ファンストン基地ではその後数日以内に計522人の罹患が報告されることとなった。その後、他の基地や刑務所にも広がっていった。
当時アメリカは第一次世界大戦に参戦中であり、ヨーロッパへ派兵されるアメリカ外征軍の大規模訓練場として使用されていたカンザス州のファンストン陸軍基地で始まったインフルエンザの流行は、他のアメリカ軍基地やヨーロッパへと急速に拡大した。1918年9月29日、約1万1千人の乗員を載せて米国ニュージャージー州の港を出港し、同年10月7日にフランスのブレスト港に到着した米国の兵員輸送船「リヴァイアサン号」は、航海中に船内で2千人がインフルエンザを発症し80人以上が死亡、下船後も含めると合計約200人が死亡したという。ドイツ軍内では当初、ベルギーのフランダース地方で発症したために「フランダース熱」とも呼ばれていた。1918年4月を迎えた時点で、アメリカ中西部および東海岸、フランスの複数の港でエピデミックが発生しており、4月中旬までに流行は西部戦線に達した。その後流行はフランス全土、イギリス、イタリア、スペインへと広がり、5月中にロシア領オデッサ、ドイツ領ヴロツワフにまで到達した。5月には北アフリカ、インド、日本にも感染が拡大し、6月には中国でアウトブレイクが報告されたが、7月にオーストラリアに達した後、パンデミックの第1波は後退を始めた。
1918年の第一四半期に始まったスペインかぜの第1波は、比較的穏やかな波であった。死亡率は平時と比べて際立って高いものとはならず、アメリカで1918年1月から6月までに報告されたインフルエンザによる死者は最大7万5,000人にとどまり（1915年の同時期でも最大6万3,000人）、スペイン・マドリードにおける1918年5月–6月の死者数も1000人未満だった。一方で、第1波はフランス軍、イギリス軍、およびドイツ軍の兵力の多くを罹患させたため、第一次世界大戦の軍事作戦には大きな混乱がもたらされた。
第一次世界大戦中の士気維持のため、アメリカやヨーロッパの各国でインフルエンザの流行について報道統制が行われた一方で、中立国であったスペインでは被害の状況が自由に報道された。首都マドリードでは1918年5月頃から第1波についての新聞報道が始まり、その後国王アルフォンソ13世が罹患すると報道はさらに大々的になった。第1波時にスペイン発の報道が注目された結果、発生源はスペインであると広く信じられ、このパンデミックは世界的に「スペインかぜ (Spanish flu)」と呼ばれることとなった。

### 第2波 (1918年8月–)
1918年8月の後半、変異により毒性の高まったウイルスの流行が、アメリカのボストン、フランスのブレスト、シエラレオネのフリータウンという3つの港湾都市でほぼ同時に発生し、パンデミックの第2波が始まった。アメリカではボストン海軍工廠およびボストン近郊のディベンス駐屯地から各地の軍事施設へと急速に感染が広がった。大戦による軍隊の移動にも助けられ、第2波は2カ月のうちに北アメリカ全土に拡大し、その後中央アメリカ、南アメリカにも到達した。ブレストで始まった流行は1918年9月末までにヨーロッパのほぼ全域に広がり、各国の軍事作戦も小康状態に陥った。ヨーロッパの第2波はロシアにも拡大し、ロシア内戦やシベリア鉄道を通じて北アジア全域へと持ち込まれた後、イラン（ペルシア）に達した。1918年9月にはインド、10月には中国と日本にまで到達した。1918年11月、第一次世界大戦の休戦協定に伴う祝賀行事がロンドンやリマ、ナイロビなどで感染拡大を招いたものの、第2波は1918年12月までに世界的にほぼ収束した。
スペインかぜの第2波は通常のインフルエンザに類似していた第1波とは異なり、健康な25–35歳の若年者層において非常に高い致死性を示し、死亡者数も大幅に増加した。第2波の最中である1918年10月はパンデミックの全期間中で最も多くの死者を出した月となった。アメリカでは最大29万2000人の死亡が1918年9月–12月に報告され（1915年の同時期には最大2万6000人）、イギリスでもスペインかぜによる総死者（22万8000人）の64%が1918年10月–12月に発生したと考えられている。

### 第3波 (1919年1月–)

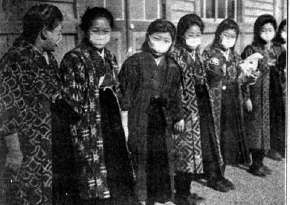
マスクを着用する日本の女性たち（1919年、東京）

1919年1月、第2波による被害を免れたオーストラリアを第3波が襲い、1万2,000人以上の死者を出した。その後、第3波は1月中にアメリカ・ニューヨークとフランス・パリに到達し、4月にはパリで講和会議に出席していたアメリカ大統領ウィルソンも罹患した。第3波は欧米では1919年の夏（北半球）までに収束したが、その後はチリやペルーなど南半球の国々や日本に遅れて到達し、各地で大きな被害を出した。日本は1920年1月から2月にかけて第3波に襲われた。
第3波の毒性は第1波よりも高く、第2波よりも低かった。アメリカにおける1919年1月–6月のスペインかぜによる死者は数万人であった。スペインにおける1919年のインフルエンザによる死者は約2万1,000人であった（1918年の死者は約14万7,000人）。

## 起源
起源については、諸説があるがいずれも仮説の域を出ておらず、2024年現在も特定されていない。

### 北米
アメリカ合衆国は、最初の症例が確認された地であり、複数の研究者によってスペインかぜの起源と考えられている。歴史学者アルフレッド・クロスビーは1918年パンデミックがアメリカのカンザス州に起源を持つと述べている。同様に、ジョン・バリーはカンザス州のハスケル郡で1918年1月に発生した病気の流行がスペインかぜの起源であるとしている。アメリカ疾病予防管理センター (CDC) は、アメリカでは1915年と1916年に既にインフルエンザと肺炎による死亡率の急増が見られていたと指摘する一方で、この現象と1918年パンデミックとの関連性は不明としており、パンデミックの地理的な発生源を特定するには歴史的・疫学的なデータが不足していると述べている。他に、カナダの鴨のウイルスがイリノイ州のブタに感染したとの推定もある。
2018年、アリゾナ大学のマイケル・ウォロビーは、カンザスの症例は同時期のニューヨークでの感染と比較して軽症で死亡者も少なかったことから、カンザス発祥の病気ではない根拠を示した。ただし、組織片の系統解析の結果、スペイン風邪ウイルスが北米に起源を持つ可能性が高いことが判明した。また、ウイルスのヘマグルチニンは、1918年よりずっと前に発生したことを示唆しており、他の研究では、H1N1ウイルスの再集合は1915年前後に起こった可能性が高いとされている。

### フランス
ウイルス学者ジョン・オックスフォードは、1918年パンデミックの起源を第一次世界大戦中フランスのエタプルに存在した大規模なイギリス陸軍の駐屯地と推定している。オックスフォードの研究によれば、エタプル駐屯地では1916年末にスペインかぜと症状が類似する致死率の高い新種の病気が流行し、その後1917年3月にはイギリス本土のオールダーショットにある陸軍の兵営でも同様の流行が発生しており、イギリス軍の病理学者はのちにエタプルおよびオールダーショットで流行した病気が1918年のスペインかぜと同一のものであったと結論づけている。オックスフォードはエタプル駐屯地について、常に約10万人の兵士が密集した状態で存在しただけでなく、敷地内に大規模なブタの飼育所があり、周辺の市場から生きたニワトリやアヒル、ガチョウが持ち込まれていたなど、呼吸器系ウイルスが流行するためには理想的な環境であったと指摘している。

### 中国
パスツール研究所のウイルス研究者クロード・アヌーン (Claude Hannoun) は1993年、スペインかぜのウイルスは中国からもたらされた可能性が高いと主張した。アヌーンは、中国に由来するウイルスがアメリカのボストン近郊で変異したのち、フランスのブレストに渡ってヨーロッパ全域に広まり、その後連合国の兵士を主な媒介者として全世界に広まったとの見解を示した。
歴史家マーク・ハンフリーズ (Mark Humphries)  は、第一次世界大戦中イギリス・フランス軍後方での作業に約9万6000人の中国人労働者が動員されたことが1918年パンデミックを引き起こした可能性があると述べている。ハンフリーズによれば、1917年11月に中国北部で流行した呼吸器系の病気は中国の検疫官によって、のちにスペインかぜと同一のものと確認されている。
進化生物学者マイケル・ウォロビー (Michael Worobey) が中心となった研究チームは2019年、スペインかぜの中国人労働者起源説に対する反証を示した。ヨーロッパに渡った中国人労働者の間でインフルエンザの症例が報告された時期は、同地点の他の集団に対して遅れているなどの理由を挙げ、彼らが最初の感染源であった可能性は低いと指摘した。当時中国はスペイン風邪の影響を大きく受けず、これを既に集団免疫が獲得されていたからだとする主張もあったが、逆にヨーロッパでパンデミック前に流行していた証拠が見つかった。

## 被害状況

### 被害者数

#### 世界

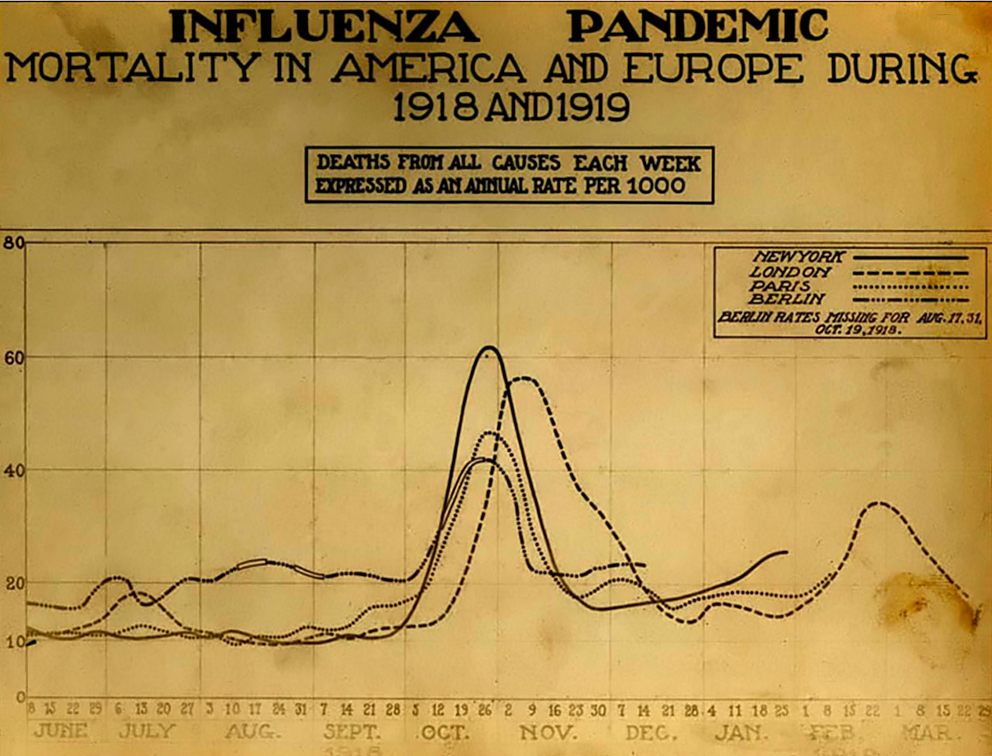
ニューヨーク、ベルリン、パリ、ロンドンの死亡者数のグラフ

世界全体の推定感染者数は世界人口の25-30%（WHO）、または世界人口の3分の1、または約5億人とされる。当時の世界人口は18億人から20億人と推定されている。
世界全体の推定死者数は1700万人から1億人と幅がある。1927年からの初期の推定では2160万人。1991年の推定では2500 - 3900万人。2005年の推定では5,000万人からおそらく1億人以上。しかし、2018年のAmerican Journal of Epidemiologyの再評価では約1700万人と推定されている。
死者数を国別で見ると、特に甚大な被害を受けたのはインドで1200 - 1700万人、アメリカ50 - 85万人（CDCの推定では67万5000人）、ロシア45万人（別の研究では270万人）、ブラジル30万人、フランス40万人以上、イギリス25万人、カナダ5万人
、スウェーデン3万4000人、フィンランド2万人、等となっている。
これらの数値は感染症のみならず戦争や災害などすべてのヒトの死因の中でも、最も多くのヒトを短期間で死亡に至らしめた記録的なものである。

#### 日本
日本では1918年（大正7年）4月、当時日本が統治していた台湾にて巡業していた真砂石などの大相撲力士3人が謎の感染症で急死。同年5月の夏場所では高熱などにより全休する力士が続出したため、世間では「相撲風邪」や「力士風邪」と呼んでいた。福岡県久留米市では、5月に大阪歌舞伎界の花形役者だった雁次郎丈が市内で公演した数日後に流感が流行し、「雁次郎かぜ」と呼ばれた。
その後、同年8月に日本上陸、10月に大流行が始まり、世界各地で「スパニッシュ・インフルエンザ」が流行していることや、国内でも各都道府県の学校や病院を中心に多くの患者が発生していることが報じられた。第1波の大流行が1918年10月から1919年（大正8年）3月、第2波が1919年12月から1920年（大正9年）3月、第3波が1920年12月から1921年（大正10年）3月にかけてである。
当時の人口5500万人に対し約2380万人（人口比：約43%）が感染、約39万人が死亡したとされる。著名人では1918年に島村抱月が、1919年に大山捨松、竹田宮恒久王、徳大寺実則、辰野金吾が、1920年に末松謙澄がスペインかぜにより没している。日本各地に収容されていた日独戦ドイツ兵捕虜にも感染者が相次ぎ、1919年1月1日には習志野俘虜収容所の所長だった西郷寅太郎も病没した。
第1波の患者数・死亡者数が最も多い。第2波では患者数が減少する一方、致死率は上昇している。第3波の患者数・死亡者数は比較的少数であった。
|       | 流行時期                                 | 患者         | 死者       | 致死率 |
| ----- | ---------------------------------------- | ------------ | ---------- | ------ |
| 第1波 | 1918（大正7）年8月 - 1919（大正08）年7月 | 2116万8398人 | 25万7363人 | 1.22%  |
| 第2波 | 1919（大正8）年8月 - 1920（大正09）年7月 | 0241万2097人 | 12万7666人 | 5.29%  |
| 第3波 | 1920（大正9）年8月 - 1921（大正10）年7月 | 022万4178人  | 0 3698人   | 1.65%  |
| 合計  | 1918（大正7）年8月 - 1921（大正10）年7月 | 2380万4673人 | 38万8727人 | 1.63%  |

感染者数2380万人、死亡者約39万人が内務省衛生局編『流行性感冒』（大正11年/1922年）による統計数値である。
また45万人が亡くなったとされており、速水融は死亡者を約45万人（肺結核、気管支炎等が死因とされていた者を含む）と推計している。

### 特徴
スペインかぜはH1N1型インフルエンザウイルスが原因とほぼ特定されているにもかかわらず、他のインフルエンザ流行とは異なる特徴がいくつか見られる。ただし、第1次世界大戦中の流行であり、当時の記録には様々な混乱要素が含まれ得ることを考慮する必要がある。

#### 被害者の年齢層
若年成人が死に至りやすい傾向が見られた。一般にインフルエンザの犠牲者は乳幼児（0–2歳）、高齢者（70歳以上）、免疫不全者に集中することから、これはスペインかぜの際立った特徴と考えられる。
アメリカの記録では、1918年から1919年までのスペインかぜによる死者数の99%は65歳未満であり、ほぼ半数が20歳から40歳の間である。65歳未満の死亡率は65歳以上の6倍であった。1920年になると65歳未満の死亡率は65歳以上の半分まで減少したが、それでも死者数の92%が65歳未満であった。日本の記録でも同様の傾向が見られた。
若年成人の死亡率の高さについては、スペインかぜのウイルスが引き起こすサイトカイン放出症候群が若年成人の強い免疫システムを破壊することが原因の一説として挙げられている。妊婦の死亡率が特に高いことも若年成人の死亡率を高くした要因と見られる。また、実際にはスペインかぜのほとんどの犠牲者が栄養失調、過密な医療キャンプや病院、劣悪な衛生状態による細菌性の重複感染を死因としているとの指摘もあり、第一次世界大戦による過酷な兵役、軍需産業への動員が若年成人の死亡率を引き上げた可能性もある。
高齢者の死亡率の低さについては、この時代の高齢者は1889年頃に流行した「ロシアかぜ」で免疫を獲得していたのではないかとの説もある。

#### 流行時期
夏から秋にかけて大流行。一般のインフルエンザウイルス流行ピークは冬季である。

## 病原体

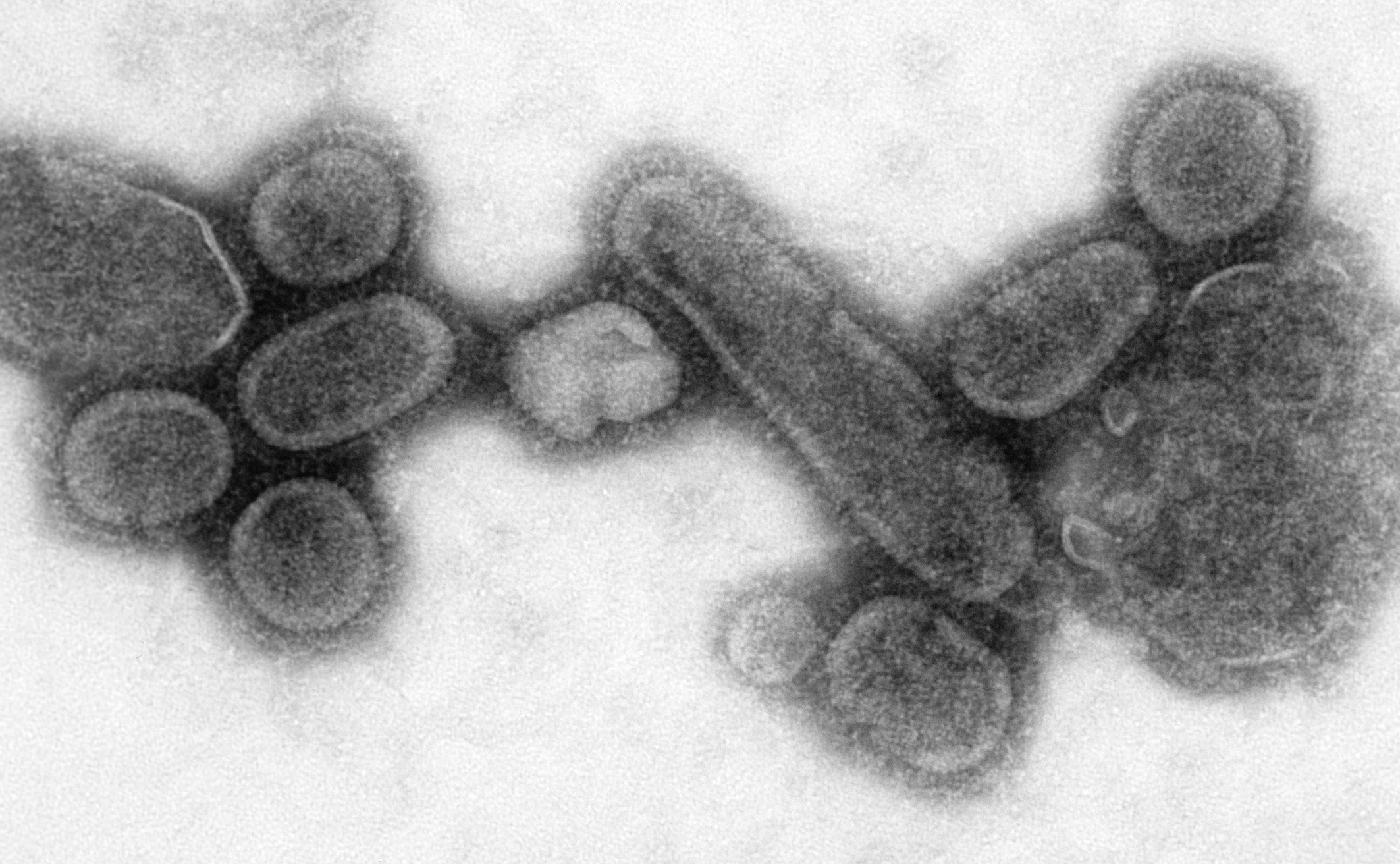
患者の遺体から見つかったゲノムより復元されたスペインかぜウイルス

スペインかぜの病原体は、A型インフルエンザウイルス（H1N1亜型）である。ただし、当時はまだウイルスの分離技術が十分には確立されておらず、また実験動物であるマウスやウサギに対しては病原性を示さなかったことから、その病原体の正体は不明であった。
ヒトのインフルエンザウイルスの病原性については、1933年にフェレットを用いた実験で証明された。その後、スペインかぜ流行時に採取された患者血清中にこの時分離されたウイルスに対する抗体が存在することが判明したため、この1930年頃に流行していたものと類似のインフルエンザウイルスがスペインかぜの病原体であると考えられた。
その後、1997年8月にアメリカ合衆国アラスカ州の永久凍土でヨハン・フルティンにより発掘された4遺体から肺組織検体が採取され、ウイルスゲノムが分離されたことによって、ようやくスペインかぜの病原体の正体が明らかとなった。
これにより、H1N1亜型であったことと、鳥インフルエンザウイルスに由来するものであったことが証明された。その後の研究で、現在のH1N1亜型はすべて、このときの病原体に由来することが示唆された。よってスペインかぜは、それまでヒトに感染しなかった鳥インフルエンザウイルスが突然変異し、受容体がヒトに感染する形に変化するようになったものと考えられている。つまり、当時の人々にとっては全く新しい感染症（新興感染症）であり、ヒトがスペインかぜに対する抗体を持っていなかったことが、パンデミックの原因になった。
スペインかぜについては、ゲノム解読された遺伝子からウイルスを復元したところ、マウスに壊死性の気管支炎、出血を伴う中程度から重度の肺胞炎、肺胞浮腫を引き起こすことが判明した。このような強い病原性は、ウイルス表面にあるタンパク質HA（赤血球凝集素、ヘマグルチニン）が原因である。また、スペインかぜウイルスは、現在のインフルエンザウイルスよりも30倍も早く増殖する能力を持つことが分かっている（増殖を司る3つのDNAポリメラーゼによる）。
通常の流行では小児と老人で死者が多いが、スペインかぜでは若年成人層の死者が多かった点に関して、2005年5月にマイケル・オスターホルムはウイルスによって引き起こされるサイトカインストームが原因であるという仮説を提唱したが、これに反対する説もある。一方2007年1月に、科学技術振興機構と東京大学医科学研究所が、人工合成したウイルスを用いてサルで実験した結果では、スペインかぜウイルスには強い致死性の肺炎と免疫反応の調節に異常を起こす病原性があることを発表している。
パンデミックの数年後、スペインかぜの病原体であるH1N1亜型インフルエンザウイルスの毒性は大きく低下しており、これ以後の大規模な感染流行は起こっていない。そして2008年12月に、東京大学の河岡義裕など日米の研究者グループによって、H1N1亜型インフルエンザウイルスにて強い病原性を説明する3つの遺伝子を特定したことが発表された。

## 影響

### 第一次世界大戦
スペイン風邪は第一次世界大戦が感染拡大の主因となるとともに、戦争の結果にも大きな影響を及ぼした。1918年、ドイツ軍は春季攻勢を仕掛け、パリ付近にまで迫るほどの快進撃を見せた。7月にはさらなる攻勢に出ようとしたが、栄養不良の兵士たちの肉体をインフルエンザ・ウイルスが蝕み、実行できなかった。戦力不足と物資不足により、最終的にドイツは敗戦。独軍指揮者のエーリヒ・ルーデンドルフは、「ドイツ陸軍を弱めた、あのいまいましいインフルエンザのせいなのだ」と嘆いている。2006年のランセット誌の研究において、ドイツ（0.76％）とオーストリア（1.61％）の超過死亡率が、イギリス（0.34％）とフランス（0.75％）と比べて高いことが示された。
さらに、翌年1月、大戦の講和条約を検討するパリ講和会議が開かれた。連合国のうち、イギリスとフランスはドイツへの報復を主張していたが、米国のウィルソン大統領は、平和を維持するためにはドイツに過大な賠償を課すべきではないと考えていた。ところが、ウィルソン大統領は講和会議中にスペイン風邪を発症し、出席できなくなった間に、英仏両国が議論を主導して巨額の賠償を求めた。このことがドイツ経済の致命的な破綻をもたらし、ヒトラー政権の誕生、そして第二次世界大戦に繋がっていったとも指摘される。

### その他
日本では、スペインかぜをきっかけにマスクが一般人にも普及するようになった。

## 画像

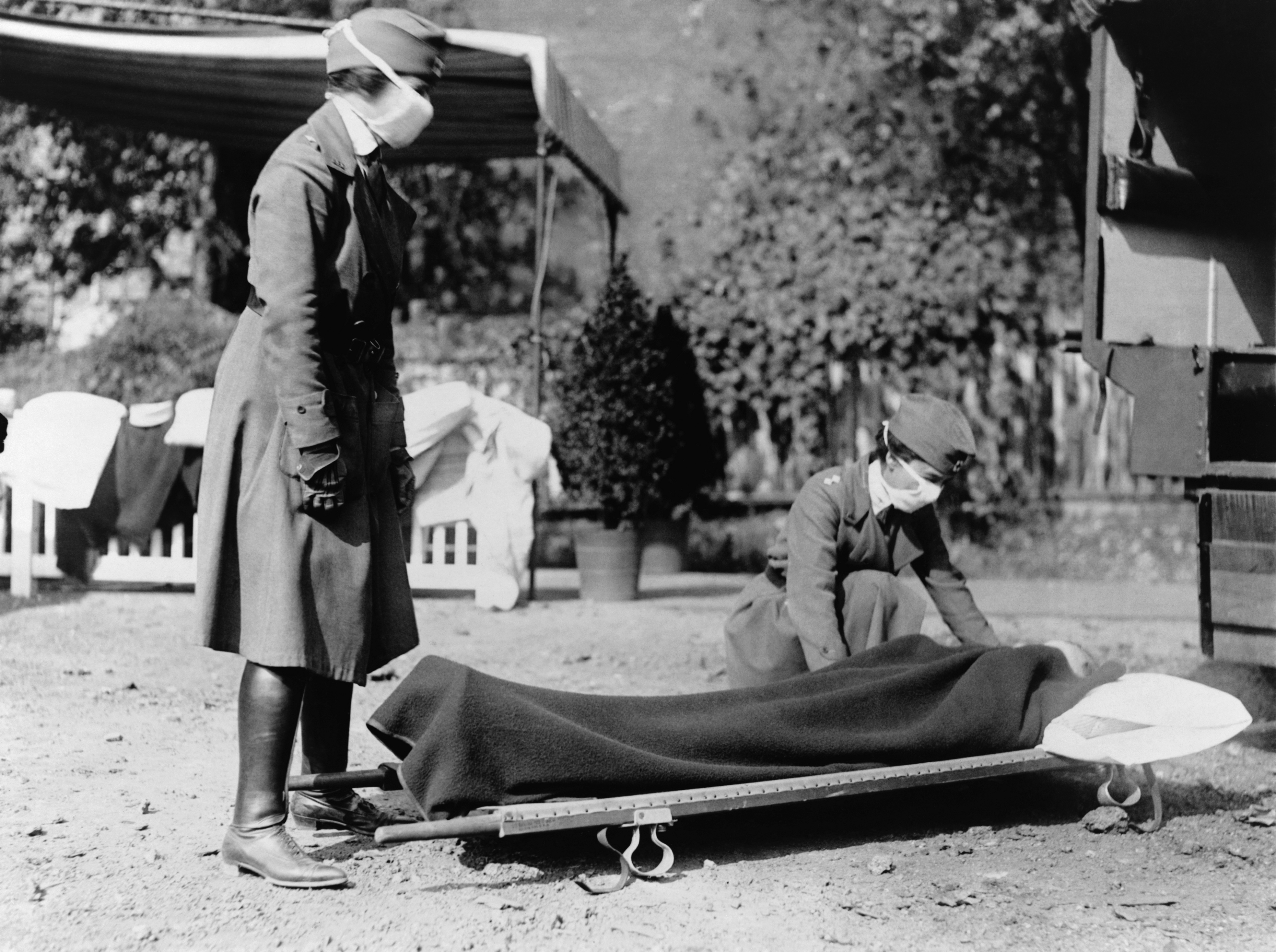
患者を治療するアメリカ赤十字社所属の看護師。
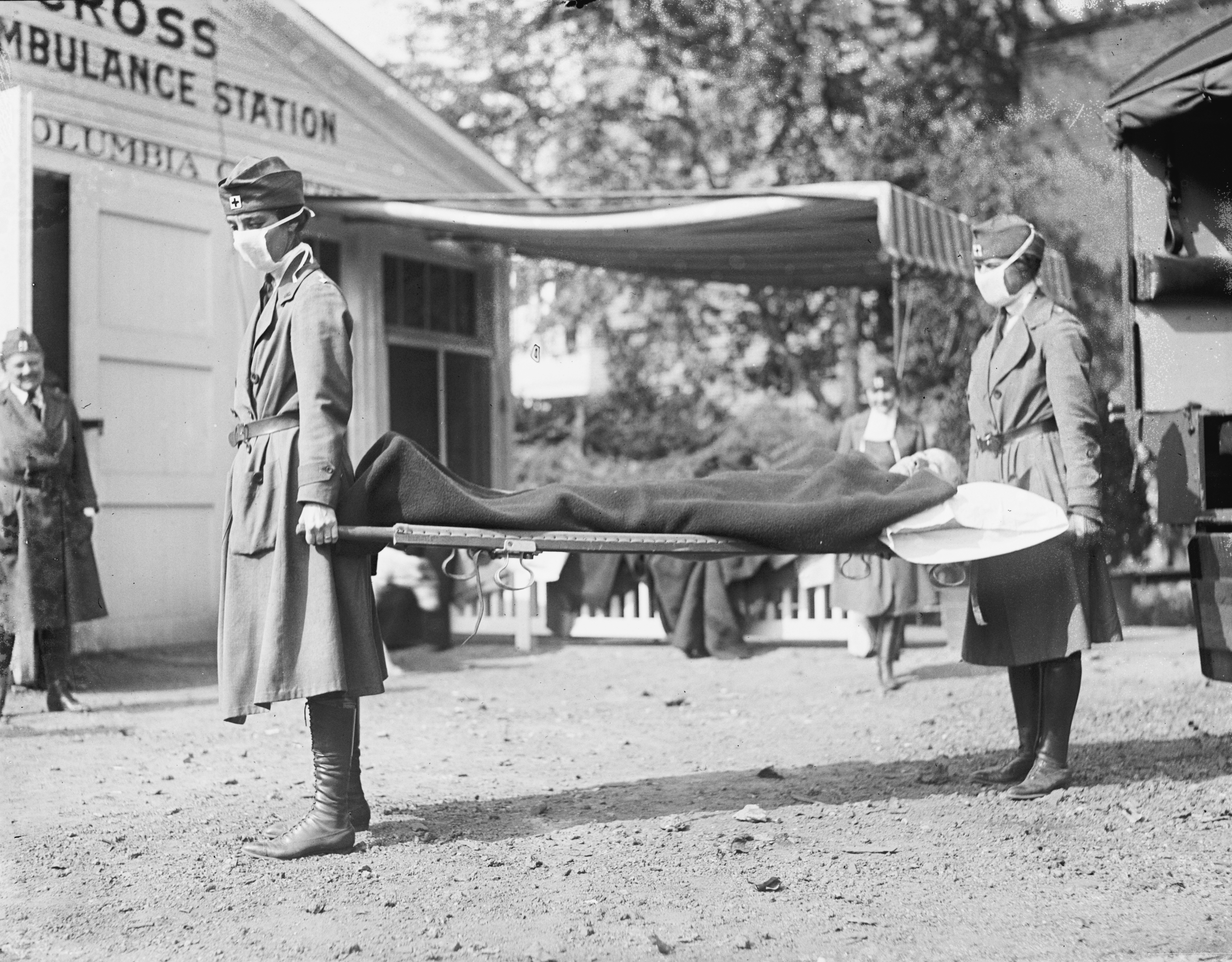
患者を担架で運ぶ赤十字の職員。
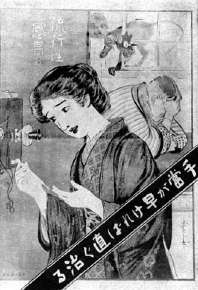
早期治療を呼びかける日本のポスター。
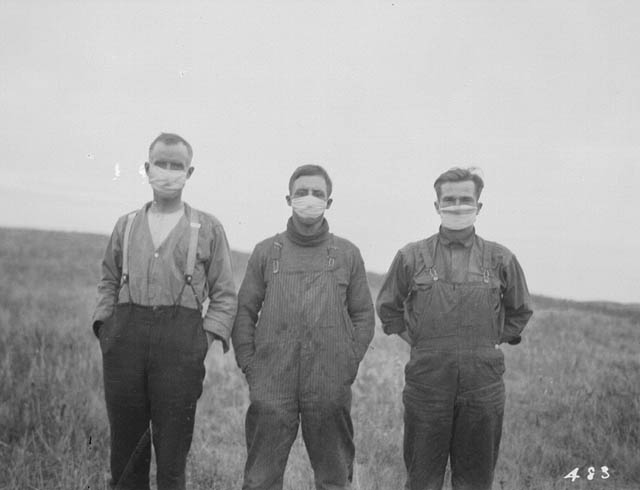
身を守るため、マスクを着用するアルバータ州の農民。
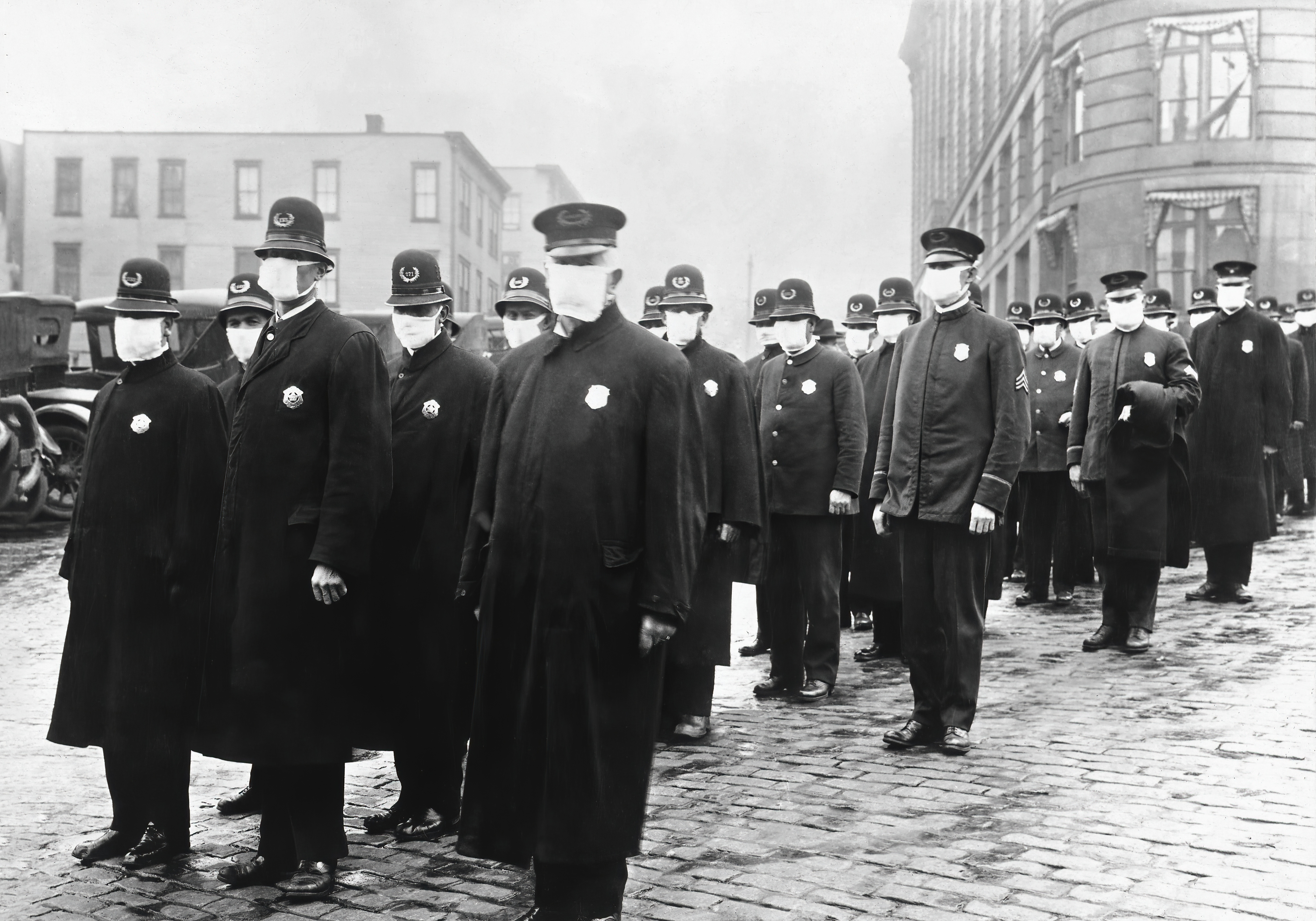
マスクを着用しているシアトルの警察官。
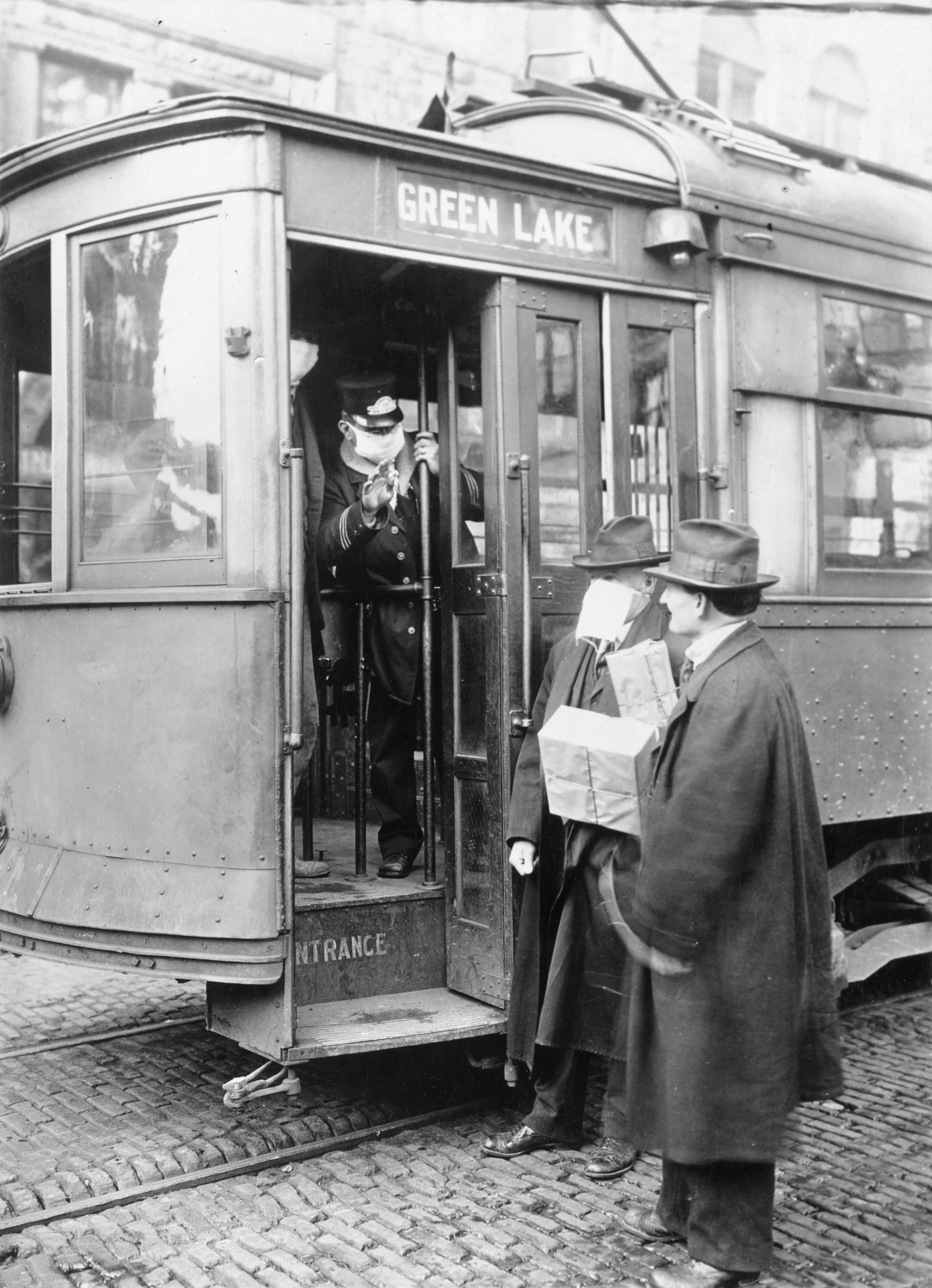
マスクを着用していない人の乗車を拒否するシアトルの路面電車。
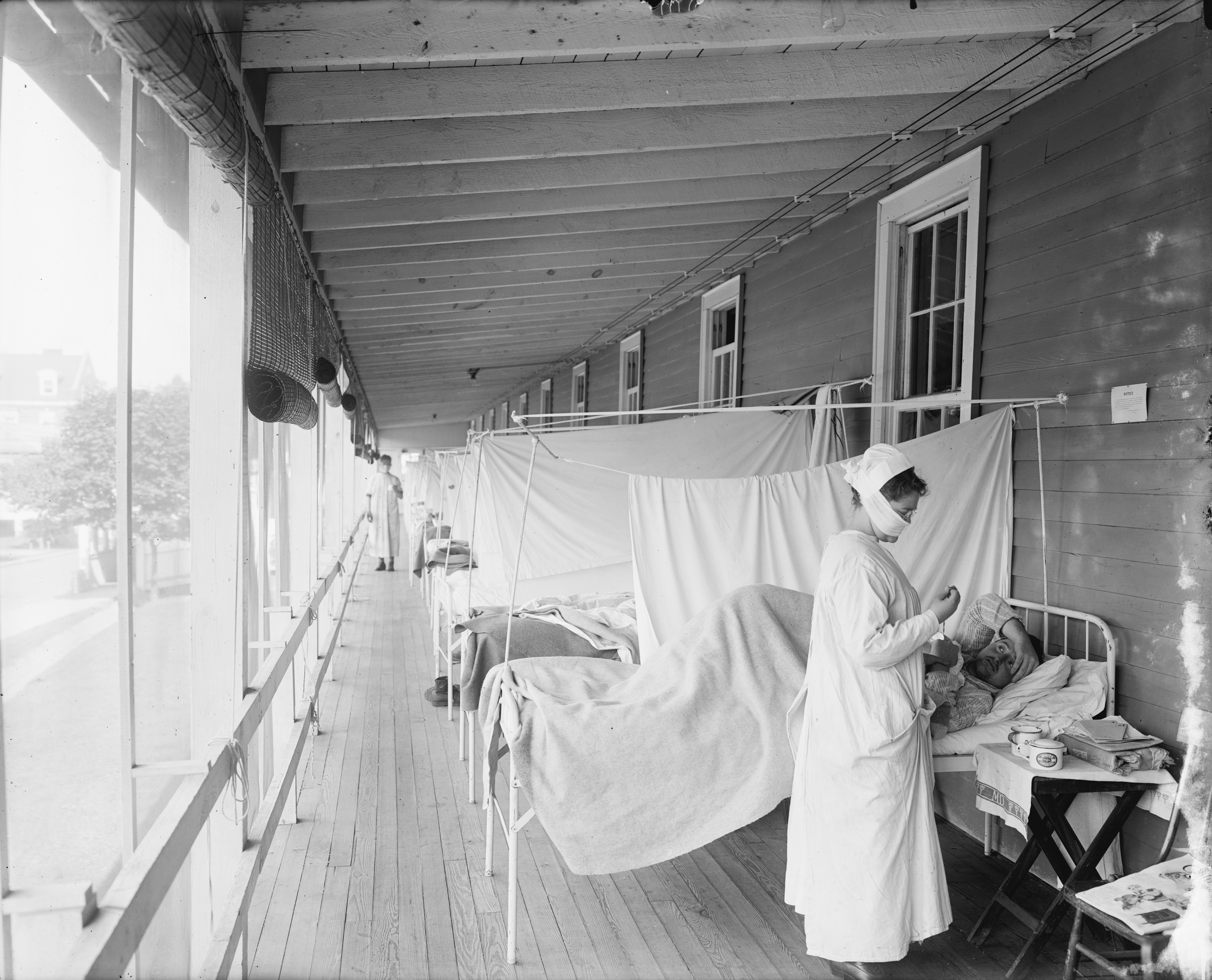
患者で溢れる病院のインフルエンザ病棟。
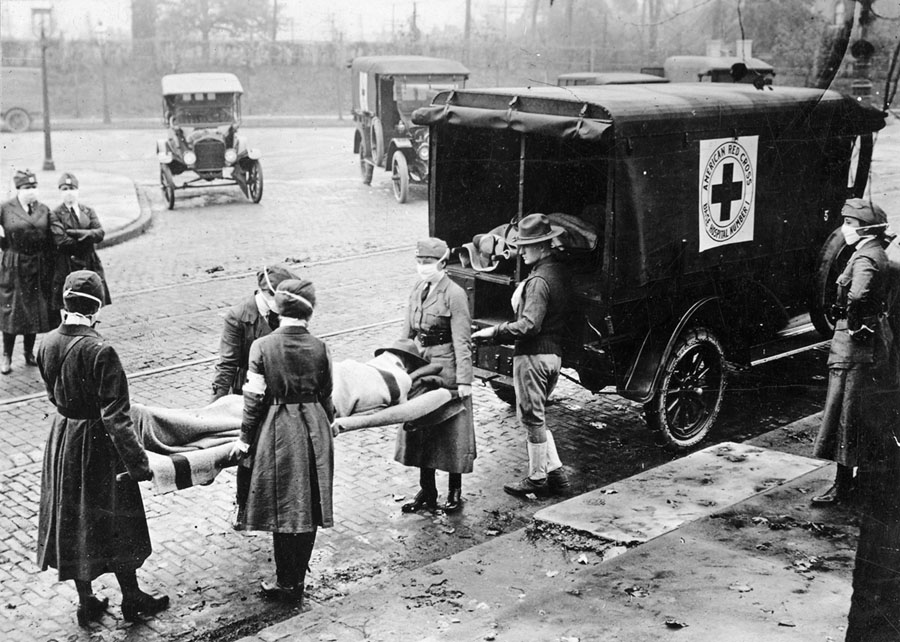
犠牲者の遺体を運ぶ赤十字の職員。
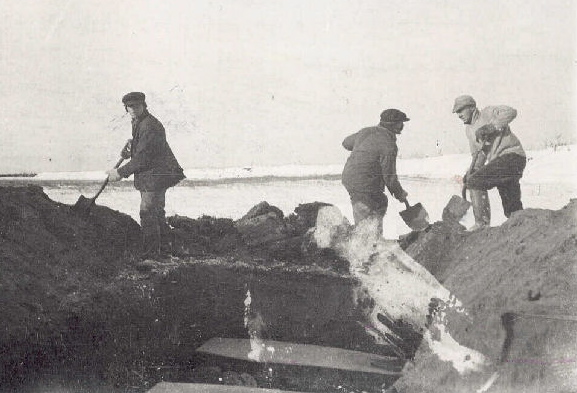
インフルエンザの犠牲者を埋める様子。
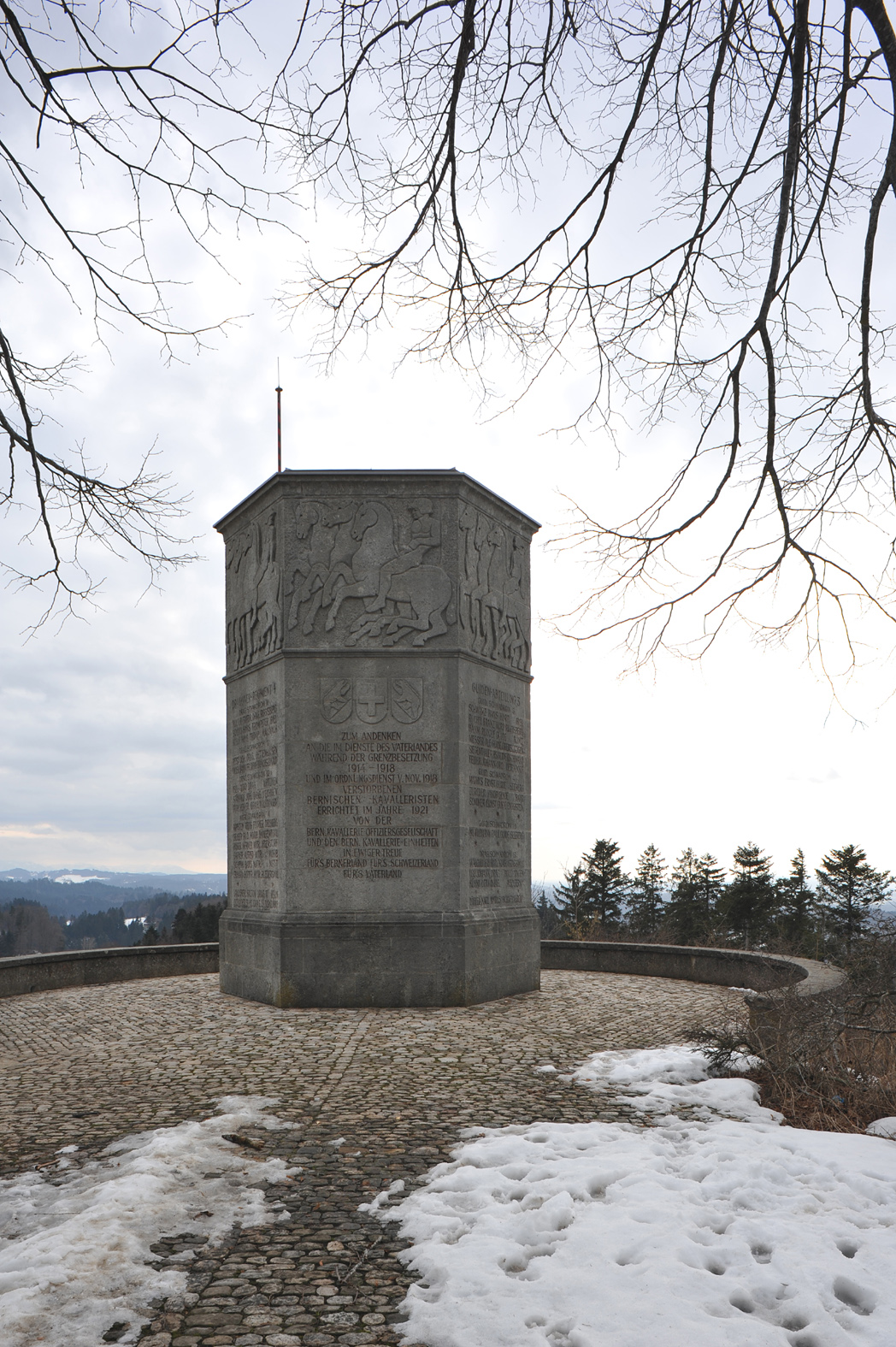
スイス、ベルンの記念慰霊塔。